# APOKALIPPPS
APOKALIPPPS / あぽかりっぷす は、日本の女性アイドルユニット。

## 概要
2017年8月、西井万理那が声をかける形で結成。初期メンバーは、西井万理那、ぱいぱいでか美（現：でか美ちゃん）、しふぉん（ゆるめるモ！）、宇佐蔵べに（あヴぁんだんど）の4人。お披露目直後から行われたシン・メンバーオーディションで2期メンバーゑりか（現：ゑりかちゃんべいびー）らが加入。
2019年10月、3期メンバーが加入。
2021年11月、4期メンバーが加入。
2022年12月、公式Twitterアカウントの表記がひらがな表記『あぽかりっぷす』となる。
2023年5月、『アポカリナノ！』を育成グループとして再結成。
2023年7月より活動を休止している。

## 来歴

### 2017年
- 7月26日、西井万理那が自ら主催するトークイベントで新しいアイドルユニットの結成を宣言[1]。
- 8月27日、横浜アリーナで行われた@JAM EXPO 2017でお披露目。西井以外のメンバー（ぱいぱいでか美、しふぉん、宇佐蔵べに）はこの場で初めて発表されたため、ステージまで段ボール箱で運ばれた[2][注 1]。最年長のでか美ちゃんがプレイングマネージャー[注 2]に就任[3]。
- 10月1日、新宿LOFTにて公開オーディションを開催[4]。
- 11月6日、シンメンバー（2期生）お披露目。仲瀬みあら、ゑりか（現：ゑりかちゃんべいびー）、奏月まりん、化野ゆらりが加入。
- 11月30日、化野ゆらり脱退を発表[5]。

### 2018年
- 2月3日、「節分マメパー2018」（LOFT9 Shibuya）で「ゑりかとまりん from APOKALIPPPS」として出演[6]。
- 5月21日、7枚のシングルをリリースすると発表[7]。
- 6月7日、仲瀬みあらがシングル「恋の変」でソロデビュー[8]。
- 10月20日、シングル7枚が全国のタワーレコードで発売[注 3] 。
- 11月30日、「アポカリ大草原不可避」共演：ZOC, ヤなことそっとミュート（渋谷WWW）でしふぉんが卒業。

### 2019年
- 8月10日、「APOKALIPPPS ONGEN」が配信限定リリース[10]。
- 9月8日、「APOKALIPARTY Vol.11」（高円寺HIGH）で奏月まりんが卒業[11]。
- 10月19日、平野友里、あいうえまし子の加入[12]。
- 12月17日、「ゆり丸生誕祭 アポカリ1年生のゆり丸に会いに来て丸～!!!」（渋谷GARRET）開催。

### 2020年
- 5月30日、MV「世界中をしあわせにする方法 STAY HOME ver.」Youtubeにて公開。
- 6月24日、緊急事態宣言後初の客入れイベント「ゑちゃんのお誕生日会」（LOFT9 Shibuya）開催。
- 8月8日、緊急事態宣言後初のライブ「でか美祭2020」(渋谷TSUTAYA O-WEST）出演。
- 9月12日、シングル2作アルバム1作の発売、初ワンマンライブ開催を発表。
- 10月、新型コロナウイルス流行の影響で延期になっていた福岡公演及び、エリボンFES出演。
- 10月23日、8th・9thシングルをデジタルリリース。
- 11月4日、1stアルバム「APOKALIPPPS GRAFFITI」デジタルリリース。
- 11月11日、1stワンマンライブ「APOKALIPPPS GRAFFITI」（渋谷WWW）を開催[13]。
- 12月4日、ツーマンLIVE with アップアップガールズ（仮）「アップアポガールズ（仮）ップス」（横浜ベイホール）を開催。

### 2021年
- 1月、LOFT9 Shibuyaにてコラボカフェ「#アポカリカフェ」開催[14]。
- 3月10日、少人数体制でライブを行う『アポカリナノ！』を結成。初期メンバーは宇佐蔵べに、ゑりかちゃんべいびー、平野友里、あいうえまし子の4名。
- 4月5日、仲瀬みあら卒業を発表[15]。4月14日、卒業。ラストナンバーには"セブンスワン"が歌われた[16][17][18]。
- 5月11日、新メンバーオーディション開催を発表[19]。
- 7月11日、1stワンマンライブDVD「LIVE!〜APOKALIPPPS GRAFFITI HARMONIZED〜」発売。
- 9月11日、「The long-awaited day」にて、元メンバー しふぉん と"アポカリリリリ"を披露。
- 11月6日、4期メンバー ゆらぴこ の加入を発表[20]。
- 11月22日、4周年記念3MANライブ「MMA」開催。

### 2022年
- 3月21日、メンバーのゑりかちゃんべいびー、平野友里がBSテレ東番組に出演。
- 3月27日、「HO6LA×APOKALIPPPS 2MAN SHOW」出演。
- 6月11日、福岡・キャナルシティ博多にてフリーライブ。
- 6月15日、初の全国流通シングル「恋愛Killing/HELLO WORKMEN!」リリース。この夏、全国７か所でリリースイベント。
- 10月18日、5周年ワンマンライブ「シブヤの7人～The Magnificent Seven～」（渋谷WWW）開催[21][22]。宇佐蔵べに卒業[23]。
- 12月1日、「また、お会いしましょー〜APOKALIPPPS あいうえまし子卒業公演〜」（GARRET udagawa）にて、あいうえまし子が卒業[24]。
- 12月23日、「でか美ちゃん改名一周年&アポカリ卒業記念ライブ DPTRB!」（代官山SPACE ODD）にて、でか美ちゃんが卒業[25][26]。
- 12月29日、「APOKALITHM 0」（高円寺HIGH）より4人での活動を開始。

### 2023年
- 2月22日、西井万理那・ゑりかちゃんべいびーの新ユニット『日替わり定食二人前』が始動[27]。
- 3月18日、平野友里・ゑりかちゃんべいびーがグループ内ユニット『ゑまーる（fromあぽかりっぷす）』として活動開始。
- 4月12日、「ソラトンドール」「Shine Bright」、及び2022年発表「恋愛Killing」「HELLO WORKMEN!」配信開始[28]。
- 5月16日、『アポカリナノ！』を本隊の育成グループとして再結成する事を発表[29]。
- 6月12日、新生『アポカリナノ！』活動開始。メンバーは、ゑりかちゃんべいびー・中野優真・百年椿・かま瀬ひまり。
- 6月27日、7月20日のライブをもって『あぽかりっぷす』としての活動を休止すると発表[30]。
- 8月3日、平野友里とゆらぴこがグループを離れると発表。二人から卒業の言葉が発表された[31]。

## メンバー
| 名前                      | 担当カラー | 誕生日        | 出身   | 備考 |
| ------------------------- | ---------- | ------------- | ------ | --- |
| 西井 万理那 にしい まりな | オレンジ   | 1997年8月22日 | 埼玉県 | - オリジナルメンバー。獅子座B型、身長156cm。 - APOKALIPPPSの発起人である。 - 生ハムと焼うどん メンバー（活動休止（断食）中）。 - METAMUSE（旧ZOC）メンバー（2018年9月 - ）。 - 日替わり定食二人前 メンバー（2023年1月 - ）。 - 楽曲「俺の推してるアイドルグループに君が入った」の作詞を担当。 |
| ゑりかちゃんべいびー      | 緑         | 6月24日       | 茨城県 | - 2017年11月6日加入（2期生）蟹座O型、身長159cm。 - avandoned元メンバー（2019年2-10月）。 - THECROW（ザクロウ）メンバー（2019年12月 -）。相方はさっきの女の子、有明ゆの。Web記事にて記述が残る。 - teccon（テッコン）メンバー（2022年12月 -）。元lyrical schoolのyuuと結成。キーボード担当。 - 日替わり定食二人前 メンバー（2023年1月 -）。 - アポカリナノ！リーダー（2023年5月 -）。 - COCOAの楽曲「透明」でMV主演。 - FMおだわら「リリんだんどラジオ」ラジオパーソナリティ。 - 音大ピアノ科出身。グループの楽曲の他、自身のソロ曲を作曲。 - 元欅坂46の平手友梨奈に憧れてアイドルとなる。お笑いイベントへの出演がある。 |

### 旧メンバー
- 化野 ゆらり
  - 2017年11月6日加入、2017年11月30日脱退
- しふぉん
  - オリジナルメンバー、2018年11月30日卒業
  - ゆるめるモ！元メンバー
  - ライブイベントT♡Y B♡X を主催。
- 奏月 まりん
  - 2017年11月6日加入（2期生）2019年9月8日卒業。担当色:青  
  - ミスiD2019ファイナリスト
- 仲瀬みあら
  - 2017年11月6日加入（2期生）2021年4月14日卒業。担当色：パープル  
  - ぜんぶ君のせいだ。元メンバー「未来千代めね」[47]。
  - タレントや女優としてテレビ出演が複数ある。Mr.サンデー再現VTR出演[48]。
- 宇佐蔵べに（usabeni）
  - オリジナルメンバー、2022年10月18日卒業。担当色：赤  
  - APOKALIPPPSの多くの楽曲の振付を考案。グッズやフライヤーのデザインも行った。
  - 現在「usabeni」名義でのソロ音楽活動、神戸にてオリジナルブランド”NARUHESON;S"を展開[49]。
  - avandoned、FRUN FRIN FRIENDS、CHILDISH TONES feat.宇佐蔵べに等で活動。
  - ゑりかちゃんべいびーと不定期でラジオパーソナリティを務める[50][51]。
- あいうえまし子
  - 2019年10月28日加入（3期生）2022年12月1日卒業。担当色：水色  
  - 2023年より「mashi」名義で「ダダダムズ」メンバーとして活動。
  - 実の妹 めい美によ と「Hugぅ」として活動した[52]。
  - アコースティックギターで弾き語りの演奏をする[53]。
  - 元SAKA-SAMA。ミスiD2020ファイナリスト。
- でか美ちゃん
  - オリジナルメンバー、2022年12月23日卒業[26]。担当色：ピンク  
  - 5年間グループのプレイングマネージャーを務めた。楽曲「アポカリ音頭」作詞作曲。
  - ソロ音楽活動、MC業など幅広く活動をおこなう。
  - 2021年12月24日、ぱいぱいでか美から「でか美ちゃん」へ改名[54]。
- 平野友里
  - 2019年10月28日加入（3期生）2023年8月3日卒業。担当色：白  
  - 平野友里（ゆり丸）名義でソロ活動。
  - SZWARC NEVER、TAKENOKO▲、エムトピ、シャオチャイポンとして活動。
  - 渋谷クロスFMラジオパーソナリティ。
  - 宇佐蔵べにと共にグループの振付を行った。
- ゆらぴこ
  - 2021年11月6日加入（4期生）2023年8月3日卒業。担当色：黄色  
  - ゆらぴこ 名義でソロ活動。
  - 劇場版ゴキゲン帝国-諸行無常- メンバー。
  - 偶想Drop、爆裂女子-BURST GIRL-、1009-thank you-[55]として活動。
  - シングル「恋愛Killing/HELLO WORKMEN!」のジャケットではセンターを務めた[56]。

## 派生ユニット

### アポカリナノ！
2023年6月12日より新生『アポカリナノ！』として初ライブ。少人数体制でライブを行う『アポカリナノ！』は2021年3月から存在したが、
これとは目的が異なり、あぽかりっぷすの新メンバー発掘が主目的。

#### メンバー
- ゑりかちゃんべいびー　緑色担当   リーダー
- 葵（あおい）黄色担当
- 遊楽木節子（ゆらぎ せつこ）ピンク色担当
- 黒羽薔（くろば しき）青色担当

#### 旧メンバー
- 百年椿（ももね つばき）桃色担当
- かま瀬ひまり（かませ ひまり）紫色担当
- 中野優真（なかの ゆま）赤色担当

### 日替わり定食二人前
2023年2月22日命名。以前より"西りか"として活動を行っていた西井万理那とゑりかちゃんべいびーによるユニット。オリジナル楽曲が存在する。

#### メンバー
- ゑりかちゃんべいびー　緑色担当
- 西井万理那　オレンジ担当

## 作品

### アルバム
| #   | 作品名               | 発売日        | 収録曲                                     | 作詞               | 作曲                                     | アレンジ                          | 備考 |
| --- | -------------------- | ------------- | ------------------------------------------ | ------------------ | ---------------------------------------- | --------------------------------- | --- |
| 1st | APOKALIPPPS GRAFFITI | 2020年11月4日 | 1.アポカリリリリ                           | マネキン先生A      | マネキン先生F                            | 宮下浩司                          | APOKALIPPPS RECORDSサブスクリプションで配信 公式通販で購入できるダウンロード分のみ13曲目の前にシークレットトラックが存在（西井と宇佐蔵が曲の紹介をするトーク「グラフィティ前説」）。 |
| 1st | APOKALIPPPS GRAFFITI | 2020年11月4日 | 2.HOBO HOBO PERFECT WOMAN                  | マネキン先生A      | マネキン先生F                            | 宮下浩司                          | APOKALIPPPS RECORDSサブスクリプションで配信 公式通販で購入できるダウンロード分のみ13曲目の前にシークレットトラックが存在（西井と宇佐蔵が曲の紹介をするトーク「グラフィティ前説」）。 |
| 1st | APOKALIPPPS GRAFFITI | 2020年11月4日 | 3.つなつなつー                             | Milco              | Milco                                    | Milco                             | APOKALIPPPS RECORDSサブスクリプションで配信 公式通販で購入できるダウンロード分のみ13曲目の前にシークレットトラックが存在（西井と宇佐蔵が曲の紹介をするトーク「グラフィティ前説」）。 |
| 1st | APOKALIPPPS GRAFFITI | 2020年11月4日 | 4.クリーンブレイク                         | ヤマモトショウ     | summit                                   | summit、TOREMORELA                | APOKALIPPPS RECORDSサブスクリプションで配信 公式通販で購入できるダウンロード分のみ13曲目の前にシークレットトラックが存在（西井と宇佐蔵が曲の紹介をするトーク「グラフィティ前説」）。 |
| 1st | APOKALIPPPS GRAFFITI | 2020年11月4日 | 5.俺の推してるアイドルグループに君が入った | 西井万理那         | マネキン先生F                            | 日田茂                            | APOKALIPPPS RECORDSサブスクリプションで配信 公式通販で購入できるダウンロード分のみ13曲目の前にシークレットトラックが存在（西井と宇佐蔵が曲の紹介をするトーク「グラフィティ前説」）。 |
| 1st | APOKALIPPPS GRAFFITI | 2020年11月4日 | 6.少年はジャンプするのだ                   | マネキン先生A      | マネキン先生F                            | Matsu                             | APOKALIPPPS RECORDSサブスクリプションで配信 公式通販で購入できるダウンロード分のみ13曲目の前にシークレットトラックが存在（西井と宇佐蔵が曲の紹介をするトーク「グラフィティ前説」）。 |
| 1st | APOKALIPPPS GRAFFITI | 2020年11月4日 | 7.妄想彼氏生誕祭2020                       | Milco              | Milco                                    | Milco                             | APOKALIPPPS RECORDSサブスクリプションで配信 公式通販で購入できるダウンロード分のみ13曲目の前にシークレットトラックが存在（西井と宇佐蔵が曲の紹介をするトーク「グラフィティ前説」）。 |
| 1st | APOKALIPPPS GRAFFITI | 2020年11月4日 | 8.リプ・オア・ダイ（Compact）              | Fantasma De Musica | Matsu                                    | Matsu ピアノ:ゑりかちゃんべいびー | APOKALIPPPS RECORDSサブスクリプションで配信 公式通販で購入できるダウンロード分のみ13曲目の前にシークレットトラックが存在（西井と宇佐蔵が曲の紹介をするトーク「グラフィティ前説」）。 |
| 1st | APOKALIPPPS GRAFFITI | 2020年11月4日 | 9.世界中をしあわせにする方法               | 出雲美智子         | 吉澤幸男、ゑりかちゃんべいびー、中島生也 | 中島生也 ギター:佐々木英輔        | APOKALIPPPS RECORDSサブスクリプションで配信 公式通販で購入できるダウンロード分のみ13曲目の前にシークレットトラックが存在（西井と宇佐蔵が曲の紹介をするトーク「グラフィティ前説」）。 |
| 1st | APOKALIPPPS GRAFFITI | 2020年11月4日 | 10.リセットボタン                          | ヤマモトショウ     | summit                                   | Matsu                             | APOKALIPPPS RECORDSサブスクリプションで配信 公式通販で購入できるダウンロード分のみ13曲目の前にシークレットトラックが存在（西井と宇佐蔵が曲の紹介をするトーク「グラフィティ前説」）。 |
| 1st | APOKALIPPPS GRAFFITI | 2020年11月4日 | 11.ツキのウサギ                            | マネキン先生A      | マネキン先生F                            | Hull ギター:マイナス果音          | APOKALIPPPS RECORDSサブスクリプションで配信 公式通販で購入できるダウンロード分のみ13曲目の前にシークレットトラックが存在（西井と宇佐蔵が曲の紹介をするトーク「グラフィティ前説」）。 |
| 1st | APOKALIPPPS GRAFFITI | 2020年11月4日 | 12.スポーツのBGMにつかってもいいよ         | マネキン先生A      | マネキン先生F                            | 宮下浩司                          | APOKALIPPPS RECORDSサブスクリプションで配信 公式通販で購入できるダウンロード分のみ13曲目の前にシークレットトラックが存在（西井と宇佐蔵が曲の紹介をするトーク「グラフィティ前説」）。 |
| 1st | APOKALIPPPS GRAFFITI | 2020年11月4日 | 13.APOKALIPPPS GRAFFITI                    | Fantasma De Musica | 堤 晋一、ズシトモユキ                    | 堤 晋一、ズシトモユキ             | APOKALIPPPS RECORDSサブスクリプションで配信 公式通販で購入できるダウンロード分のみ13曲目の前にシークレットトラックが存在（西井と宇佐蔵が曲の紹介をするトーク「グラフィティ前説」）。 |

### ミュージック・ビデオ（YouTube）
| タイトル                                 | 配信日     | 概要 |
| ---------------------------------------- | ---------- | --- |
| 少年はジャンプするのだ                   | 2018/06/10 | 2nd single Lyric video                                                                                               |
| アポカリリリリ                           | 2018/08/06 | 3rd single MV |
| HOBO HOBO PERFECT WOMAN                  | 2019/01/10 | 7th single MV |
| 世界中をしあわせにする方法 STAY HOME ver | 2020/05/30 | メンバーが自宅で撮影した映像を組合せて制作された。                                                                   |
| 世界中をしあわせにする方法               | 2021/11/04 | AKIBAカルチャーズ劇場にて収録された公式ライブビデオ。                                                                |
| HELLO WORKMEN!                           | 2022/06/26 | 2022/06/10に行われたライブの映像が用いられている。                                                                   |
| 恋愛Killing                              | 2022/07/10 | 2022/06/10に行われたライブの映像が用いられている。                                                                   |
| アポカリの5年間を振り返りました。        | 2022/10/19 | 5周年記念ワンマンライブの幕間に流れた映像。 楽曲は「クリーンブレイク」の Off Vocal。 5年間の記録映像が使われている。 |
| Shine Bright                             | 2023/05/21 | 4人体制によるミュージックビデオ。                                                                                    |

## 主催・主要ライブイベント

### 2018年
- 3月5日　APOKALIParty vol.5 バタフライエフェクト(新宿LOFT) ACT/おとといフライデー, TAKENOKO▲, SAKA-SAMA, SOZELICA, milco, 宇佐蔵べに
- 4月09日　APOKALIParty vol.6 スプリングハズカム(新宿LOFT) ACT/彼女のサーブ, 963, 会心ノ一撃, ゑんら, 小熊あやめ, うさぎのみみっく,DJギズモ
- 6月11日　APOKALIParty vol.7 ユージュアルサスペクツ(新宿LOFT) ACT/桐生ちありとthat's all folks, あヴぁんだんど, 眉村ちあき, ひさつねあゆみ, グーグールル, 藤田恵名,脇田なもり
- 6月11日　APOKALIParty vol.8 ワンフロムザハート(新宿LOFT) ACT/WILL-O', グーグールル, クマリデパート, 八幡カオル, 本日は晴天なり, せつこ,虹の黄昏, milco
- 11月30日 "アポカリ大草原不可避" (渋谷WWW) ACT/ ZOC, ヤなことそっとミュート

### 2019年
- 1月9日　アポカリ新年会
- 4月13日　APOKALIPARTY vol.9 ACT/校庭カメラガールズドライ, avandoned, THE BANANA MONKEYS
- 6月2日　APOKALIPARTY vol.10 クラウドファンディング目標達成記念ライブ(西永福JAM) ACT/Phantom Excaliver Kacchang & Matsu
- 6月24日　ゑりかちゃんべいびー初ソロ生誕祭-WATASHI NO IBASYO LIVE- ACT/avandoned, しふぉん, milco, NILKLY
- 9月08日　APOKALIPARTY vol.11 奏月まりん卒業公演 (高円寺HIGH)
- 10月28日　APOKALIPARTY vol.12 (渋谷Milkyway) ACT/クロスノエシス, 963, さっきの女の子、 ※新メンバーゆり丸・まし子お披露目、新衣装公開
- 11月26日　APOKALIPARTY vol.13 本格稼働2周年記念LIVE ACT/グーグールル, エレクトリックリボン
- 12月17日　ゆり丸生誕祭 アポカリ1年生のゆり丸に会いに来て丸～!!!（渋谷GARRET）

### 2020年
- 1月5日　APOKALIPPPS2020新年会 (阿佐ヶ谷LoftA)
- 2月10日　APOKALIParty vol.14 (渋谷Milkyway) ACT/NILKLY,Los An jewels
- 3月19日　アポ・メリツーマン (GARRET udagawa) ACT/メリーメリーファンファーレ
- 6月24日　ゑちゃんのお誕生日会（LOFT9 Shibuya）
- 9月20日　ましちゃんおそめのバースデイ（LOFT PLUS ONE）
- 11月11日　1st ワンマンライブ "APOKALIPPPS GRAFFITI" (渋谷WWW)
- 12月4日　アップアポガールズ(仮)ップス（横浜ベイホール）ACT/アップアップガールズ（仮）
- 12月15日　べに丸合同生誕祭（新宿MARZ）
- 12月26日　年忘れ！アポカリのクイズ地獄2020（LOFT9 Shibuya）

### 2021年
- 1月5日　アポカリ新年会 (高円寺HIGH)
- 2月24日　アポカリサイタル1 (高円寺HIGH)
- 3月07日　アポカリサイタル2 (新代田FEVER)
- 3月23日　アポカリサイタル3 ～おはなしとうた～ (新宿MARZ)
- 4月3日　うさべに学業修了記念アポ大卒業式 (LOFT9 Shibuya)
- 4月14日　アポカリサイタル4 ～仲瀬みあら卒業LIVE～ (新宿MARZ)
- 5月11日　アポカリサイタル5 (新宿MARZ)
- 6月24日　ゑちゃんお誕生日おめでとうの会！(高円寺HIGH)
- 6月28日　アポカリサイタル6 (新宿MARZ)
- 7月11日　アポカリのチキチキ！ジェンガトークショー (LOFT9 Shibuya)
- 8月16日　月刊アポカリタイムズ 第1号 (ROCK CAFE LOFT) 出演：宇佐蔵べに / ゑりかちゃんべいびー
- 9月11日　ひと月遅れだけどにしいの誕生日祝いたい人集まれ！ (高円寺HIGH)
- 9月11日　The long-awaited day (高円寺HIGH) 出演：NILKLY / ゆるめるモ! / APOKALIPPPS
- 9月13日　月刊アポカリタイムズ 第2号 (ROCK CAFE LOFT) 出演：ゑりかちゃんべいびー / あいうえまし子
- 9月20日　ENDLESS PARTY TIME～ましちゃんおそめのバースデイ②～ (高円寺HIGH) 出演：あいうえまし子 / milco / Hugぅ / APOKALIPPPS
- 10月4日　サロン・ド・丸へようこそ！(ROCK CAFE LOFT) 出演：平野友里 / 西井万理那
- 10月10日　アポカリ学園・学芸会 (Naked Loft Yokohama) 出演：宇佐蔵べに、ゑりかちゃんべいびー / あいうえまし子
- 10月18日　月刊アポカリタイムズ 第3号 (ROCK CAFE LOFT）出演：宇佐蔵べに / 平野友里
- 10月22日　西りか14～久々にみんなの前で話すよ！兎にも角にも集まれ！～ (ROCK CAFE LOFT) 出演：西井万理那 / ゑりかちゃんべいびー
- 10月23日　Hugぅのデビュぅ（高円寺HIGH）出演：APOKALIPPPS / 寿々木ここね / くぴぽ、Hugぅ
- 10月30日　無事に到着できたら開催？！APOKALIPPPSのきゅーアイ的な歌祭りSP前日トークショー（福岡Pocket）
- 11月6日　お知らせは大切（高円寺HIGH）出演：エレクトリックリボン / 劇場版ゴキゲン帝国∞ / APOKALIPPPS
- 11月15日　月刊アポカリタイムズ 第4号 (ROCK CAFE LOFT）出演：ゑりかちゃんべいびー / 平野友里
- 11月22日　APOKALIPPPS ４周年3-MAN『MMA』(Veats SHIBUYA) 出演：ミームトーキョー / MAPA / APOKALIPPPS
- 11月26日　西りか15～西りかも出会って4年。これからも皆のおかげってことで、感謝されたい人集まれ～ (ROCK CAFE LOFT) 出演：西井万理那 / ゑりかちゃんべいびー
- 12月14日　進めうさべに いちにのさん！(高円寺HIGH) 出演：べに&milco / MIC RAW RUGA / 宇佐蔵べに / APOKALIPPPS
- 12月22日、ゆり丸のお誕生日会♡～みんな丸っと集まれ～ (高円寺HIGH) 出演：平野友里 / ようなぴ / ねうちゃん / APOKALIPPPS
- 12月31日、でか美ちゃんとゑちゃんと谷さんの2021年どうだった？ (ROCK CAFE LOFT) 出演：でか美ちゃん / ゑりかちゃんべいびー

### 2022年
- 1月6日　アポカリ新年会（Naked Loft Yokohama）
- 2月2日　月刊アポカリタイムズ 号外（ROCK CAFE LOFT）出演：ゑりかちゃんべいびー / あいうえまし子
- 2月18日　月刊アポカリタイムズ 号外2（ROCK CAFE LOFT）出演：平野友里 / ゆらぴこ
- 2月25日　APOKALIParty Vol.15（高円寺HIGH）出演：nuance / POMÜM / APOKALIPPPS
- 3月3日　アポカリタイムズ2022年3月号（Naked Loft Yokohama） 出演：ゑりかちゃんべいびー / ゆらぴこ
- 4月18日　西りか18～ちょっとなつかしい話聞きたい人、集まれ！～（LOFT PLUS ONE）出演：西井万理那 / ゑりかちゃんべいびー / 北郷可恩 / しふぉん
- 5月29日　越谷レイクタウンにて「恋愛Killing / HELLO WORKMEN!」第1回リリースイベント
- 5月31日　西りか19～月末で忙しいけど楽しいおしゃべり聞きたい人、集まれ！～（阿佐ヶ谷LOFT A）出演：西井万理那 / ゑりかちゃんべいびー / 先斗ぺろ
- 6月10日　ゑりかちゃんべいびー生誕祭2022～ゑちゃん5歳のはれぶたい♡～（池袋harevutai）出演：きのホ。/ RAY / APOKALIPPPS / ゑりかちゃんべいびー
- 6月11日　キャナルシティ博多にて第2回リリースイベント
- 6月11日　APOKALIPPPSのきゅーアイ的な歌祭りSP前日トークショー（福岡Pocket）
- 6月28日　タワーレコード新宿店にて第3回リリースイベント
- 7月14日　タワーレコード渋谷店にて第4回リリースイベント
- 7月16日　西りか20～夏も来たし20回目の西りかを祝いたい人あつまれ！～（Naked Loft Yokohama）出演：西井万理那 / ゑりかちゃんべいびー / はる陽。
- 7月26日　アポカリタイムズ2022年7月号（ROCK CAFE LOFT）出演：ゑりかちゃんべいびー / ゆらぴこ
- 7月30日　qpipokalippps in kobe クピポカリップス イン 神戸（神戸VARIT）出演：APOKALIPPPS / くぴぽ / 宇佐蔵べに
- 7月30日　大阪もりのみやキューズにて第5回リリースイベント
- 8月14日　にしいの超生誕パーティー！（池袋harevutai）出演：APOKALIPPPS / 巫まろ / 鎮目のどか
- 8月21日　APOKALIParty VOL.16（Zirco Tokyo）出演：APOKALIPPPS / にっぽんワチャチャ / あんちろちー / パピプペポは難しい
- 8月27日　ららぽーと立川立飛にて第6回リリースイベント
- 9月23日　ましちゃんおそめのバースデイ③～ましちゃんマジおめでとー！(TT)～ 出演：APOKALIPPPS / Hugぅ / 寿々木ここね / ましちゃんズバンド
- 9月20日　渋谷modi HMV&BOOKS SHIBUYA にて第7回リリースイベント
- 9月29日　西りか21～もう秋ですね。久々の配信オンリー、ゆっくりお話したい人集まれ！～ 西井万理那 / ゑりかちゃんべいびー
- 9月30日　アポカリタイムズ増刊号SP（ROCK CAFE LOFT）出演：平野友里 / ゆらぴこ / 谷さん
- 10月18日　シブヤの7人～The Magnificent Seven～（渋谷WWW）ワンマンライブ
- 10月26日　アポカリタイムズ2022年10月号（ROCK CAFE LOFT）出演:平野友里 / ゑりかちゃんべいびー
- 10月29日　西りか22 × スープカレーシャンティ～秋のハロウィーントークイベント～ 出演:西井万理那 / ゑりかちゃんべいびー
- 12月1日　また、お会いしましょー 〜APOKALIPPPS あいうえまし子卒業公演〜（GARRET udagawa）出演:APOKALIPPPS / ゆるめるモ！ / SAKA-SAMA
- 12月17日　ミニライブ&特典会（福岡・ミュージックプラザ インドウ）
- 12月18日　きゅーアイ的な歌祭りスペシャル（福岡Poket）あいうえまし子ラスト公演
- 12月23日　でか美ちゃん改名一周年&アポカリ卒業記念ライブ DPTRB!（代官山SPACE ODD）出演:でか美ちゃん（O.A） / APOKALIPPPS / MAPA / 絵恋ちゃん [26]
- 12月29日　APOKALITHM 0　APOKALIPPPS / 立会人:谷さん / 先斗ぺろ / 朝比奈るの

### 2023年
- 1月12日　西りか23 〜新年だし一緒にゲームしたい人、あつまれ！〜（代官山NOMAD）出演：西井万理那 / ゑりかちゃんべいびー
- 1月27日　ゆらぴこ生誕パーティー『ワン！ツー！Smile！2023』（新宿LOFT）出演：あぽかりっぷす / クリトリック・リス / 絵恋ちゃんと楽器 / ゆらぴこ(バンドセット)
- 1月28日　ゆり丸のお誕生日ぱーちー♡ 〜みんな丸っと集まれ〜（目黒鹿鳴館）出演：平野友里(ゆり丸) / ゑりかちゃんべいびー / シンダーエラ / youmenosay / ばっぷる
- 2月9日　西りか24 開催決定！ワタシ達の2023年はどうなる？気になる人あつまれ！（阿佐ヶ谷ロフトA）出演：西井万理那 / ゑりかちゃんべいびー / ルルド・アンリ
- 2月22日　走りながら考える〜西井万理那・ゑりかちゃんべいびー コンビ活動どうしよう！会議&ちょこっとLIVE〜（LOFT HEAVEN）出演：西井万理那 / ゑりかちゃんべいびー / るなっち☆ほし
- 2月28日　あぽかりずむ EPISODE１〜逃げ出すよりも進むことを〜（高円寺HIGH）出演：あぽかりっぷす / PANDAMIC / XOXO EXTREME
- 3月5日　天才アイドルクイズ王のトーク(仮) ~クイズもあるよ~（Naked Loft Yokohama）出演：ゑりかちゃんべいびー / ２＆(ダブルアンド) / ゆらぴこ
- 3月14日　西りか25 〜日替わり定食選びがちな民、あつまれ!!!〜（配信）出演：西井万理那 / ゑりかちゃんべいびー
- 3月22日　あぽかりずむ EPISODE2 -ジャンピングガール(ズ)-（高円寺HIGH）出演：あぽかりっぷす / グデイ / NELN / 夕暮れアンセンティド
- 4月11日　空飛んで、光れ！かがやけ！（代官山NOMAD）出演：あぽかりっぷす
- 4月18日　次はみんなでオリジナル曲作りたいから集まれ！（代官山NOMAD）出演：日替わり定食二人前
- 5月5日　あぽかりっぷす＆フラワーズロフトpresents 華金ナイトvol.1（FlowersLoft）出演：あぽかりっぷす / 透明写真 / NELN
- 5月23日　あぽかりずむ EPISODE3 〜有為転変〜（新宿MARZ）出演：会心ノ一撃 / エレクトリックリボン(pippi&minmin) / あぽかりっぷす
- 6月12日　シンセイ、アポカリナノ！Debut Live ハジメマシテナノ！（吉祥寺NEPO）出演：アポカリナノ！ / ハチキュウ / 透明写真
- 6月25日　祝生誕ゑちゃんフェスティバル2023！（渋谷Clubasia）出演：あぽかりっぷす / ゑりかちゃんべいびー / 日替わり定食二人前 / 透明写真 / ハルカスミ / MAPA / DEMO
- 7月2日　きゅーアイ的な歌祭りスペシャル（福岡Pocket）
- 7月20日　あぽかりっぷす20230720（高円寺HIGH）出演：あぽかりっぷす
- 9月30日　アポカリナノ！1stワンマンLIVE「百人組手」（下北沢flowers Loft）出演：アポカリナノ！
- 12月10日　アポカリナノ！主催 ニコニコニコニコニコイチの会 -あぽかり6周年記念LIVE-（高円寺HIGH）出演：アポカリナノ！ / グデイ / さっきの女の子 / ハチキュウ / PPPR!!−ピポパロ−

## メディア出演
※メンバー1個人での出演は除く

### ラジオ
- FMおだわら『アイドル放送局』-毎月第1、2週担当パーソナリティ
  - 木曜日 22:30-23:00（再放送 毎週日曜日 15:30-16:00）ゑりかちゃんべいびー、宇佐蔵べに
- ShibuyaCross-FM『#1009タイムズ』2022年2月24日放送回 - ゆらぴこ、ゆり丸、ゑりかちゃんべいびーの3人が出演[71]。

### テレビ
- ボーッとしてるとお金は消える！？いまを楽しむ“投資”をはじめよう（2022年3月21日、BSテレ東）ゑりかちゃんべいびー：VTR出演・挿入歌作曲・歌唱, 平野友里：挿入歌振付・歌唱[72]）

### ネット配信
- GIANT KILLeeeNG 2020 JAPAN CHAMPIONSHIP featuring FORTNITE（Youtube 2020年11月22日 ぱいぱいでか美,宇佐蔵べに,仲瀬みあら,ゑりかちゃんべいびー,平野友里）5名でゲーム大会の生放送番組へ出演[73]。
- JUGGLER導入直前SP生放送（Youtube 2020年12月5日 ぱいぱいでか美,西井万理那,仲瀬みあら,ゑりかちゃんべいびー）VTRショートドラマに4人が出演。ぱいぱいでか美は生放送にも出演[74]。
- Wonder Wheel "mini" Vol.2 (Youtube 2021年8月25日 ぱいぱいでか美,西井万理那,宇佐蔵べに,ゑりかちゃんべいびー,平野友里,あいうえまし子) フリートークの番組に出演[75]。MCはお笑い芸人のクマムシ。
- TIF2023全国選抜LIVE 2次予選（SHOWROOM 2023年4月3日～9日） [76]。